# Station Pszczew
Station Pszczew is een spoorwegstation in de Poolse plaats Pszczew.